# 新谷志保美
新谷 志保美（しんや しほみ、1979年8月10日 - ）は、日本の女子スピードスケート選手である。筑波大学体育専門学群卒業。156cm、51kg。現姓は神津。　

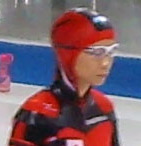
2008年

## 来歴
長野県上伊那郡宮田村出身。兄は長野県の中学校教師で社会科を教えている。小学二年生のとき、父が経営するクラブでスケートを始める。1995年の全国中学校スケート大会で500m・1000mの2冠を達成。
多くのスポーツ名門校からの誘いを蹴り、スポーツ界では無名だった地元進学校の長野県伊那北高等学校に進学。1996・97年の高校総体500mで連覇。
筑波大学進学後も学生スプリント2年連続完全制覇など学生タイトルを総なめにする。卒業後、竹村製作所へ入社。2003-04には全日本スピードスケート距離別選手権大会2冠、全日本スプリントスピードスケート選手権大会総合優勝を成し遂げ、W杯でも500mで2勝を上げた。このシーズンより設けられた100mでは初代女王に輝いた。
2008-09の第35回全日本スプリントでも2度目の日本一になった。
2009年12月のバンクーバーオリンピック選考会500mで4位となり、30歳を超えて念願の冬季五輪出場権を手にしたが、本大会では14位だった。
2010年3月に引退。2011年7月に結婚、同年8月末で竹村製作所を退社した。

## 主な成績

### 国際大会
ISUワールドカップ
- 2002-2003 - 500m4位 1000m6位
- 2003-2004 - 100m優勝 500m3位 1000m15位
- 2004-2005 - 100m4位 500m11位 1000m12位

世界スプリント
- 2002-2003 - 3位
- 2003-2004 - 500m3位
- 2004-2005 - 1000m11位
- 2006-2007 - 500m2位 1000m10位
- 2007-2008 - 16位

世界距離別
- 2002-2003 - 500m4位 1000m7位
- 2003-2004 - 500m3位
- 2004-2005 - 1000m19位
- 2006-2007 - 500m6位 1000m10位
- 2007-2008 - 1000m21位

冬季オリンピック
- 2010　バンクーバー - 500m14位